# Brauhaase
Brauhaase est un Konzern de brasseries qui appartient au groupe Anheuser-Busch InBev.

## Histoire
La brasserie est fondée à Breslau en 1858 par Eduard Haase sous le nom d'E. Haase Lagerbier-Brauerei et est à l'époque la plus grande brasserie de Silésie. En 1896, son fils Georg Haase, plus tard vice-président de l'Association des brasseurs allemands, membre honoraire de l'Institut de recherche et d'enseignement de la brasserie à Berlin et membre du conseil de surveillance de la Berliner-Kindl-Schultheiss-Brauerei, reprend l'entreprise familiale. Il agrandit la brasserie de Breslau avec une autre à Sybillenort. À partir de 1904, la brasserie est louée pour une durée de douze ans pour 32 000 marks par an. En 1920, Georg Haase quitte le conseil d'administration de la brasserie, mais reste président du conseil de surveillance jusqu'à sa mort. Après sa mort, son fils Eduard Haase dirige la brasserie de Breslau de 1931 jusqu'à son expropriation en 1945. Après 1945, la brasserie déménage de Breslau à Hambourg, où elle est réinscrite au registre du commerce le 18 août 1949. Brauhaase ne brasse pas de bière pendant environ 15 ans.
En 1966, Haase-Brauerei GmbH conclut sa première coentreprise avec la SA Brasserie BB Lomé au Togo sous la direction de l'ingénieur brasseur Joachim Haase, et y installe une brasserie clé en main avec gestion complète. L'entreprise devient ainsi un bureau de conseil et de planification pour les brasseries. En 1989, la société est rebaptisée Brauhaase International Management GmbH. En 2008, Brauhaase est scindée et cède une partie de l'entreprise à la Herforder Brauerei. Après des pertes sur plusieurs années, Brauhaase refait des bénéfices à partir de 2015, environ 3 millions d'euros en 2015 et près de 13 millions d'euros en 2018. Le total du bilan en 2018 était de 57,1 millions d'euros.

## Production

### Brasseries
Brauhaase construit et exploite des brasseries dans plus de 20 pays à travers le monde. D'une part, il y a les brasseries construites clé en main et "tout d'une seule source" sur commande et remises au client dans leur intégralité, de l'autre les brasseries entièrement reprises par la direction de Brauhaase après leur achèvement. Le domaine des affaires comprend la planification de projets, les études de marché, le marketing et le développement de produits. L'entreprise prend également en charge la logistique complète ainsi que la sélection et la formation du personnel sur place.
Ces brasseries se situent dans les pays suivants :
- Allemagne
- Togo
- Seychelles
- Gambie (Banjul Breweries)
- Saint-Vincent
- Antigua
- Samoa
- Îles Salomon
- Chine
- Amérique du Sud
- Thaïlande
- Macao
- Hong Kong

La coopération et les partenaires commerciaux de la Brauhaase sont entre autres :
- Brasserie Gabe Rawd, Bangkok, Thaïlande
- B.G.I., Niamey, Niger
- Cölner Hofbräu Früh, Cologne, Allemagne
- Henninger-Bräu, Francfort-sur-le-Main, Allemagne
- Saigon Beer Co., Hô Chi Minh-Ville, Vietnam

### Boissons
L'activité principale de Brauhaase est la production de boissons. Environ six millions d'hectolitres de bière et environ un million d'hectolitres de boissons non alcoolisées sont produits chaque année.
Les marques suivantes ont été développées par Brauhaase :
- Steuben Prämium
- Baobab Lager
- BB Lager
- BB Pilsner
- Awooyo Malzgetränk
- Seybrew
- Julbrew Lager[1]
- Hairoun Lager
- Wadadli
- Vailima
- Solbrew

Brauhaase brasse également diverses boissons sous licence telles que par exemple Kulmbacher Brauerei, Guinness, Vitamalz, Coca-Cola, Olympia Brewing Company et Vimto Soft Drinks Ltd.